# Joania arguta
Joania arguta is een soort in de taxonomische indeling van de armpotigen (Brachiopoda). 
Het dier behoort tot het geslacht Joania en behoort tot de familie Megathyrididae. De wetenschappelijke naam van de soort werd voor het eerst geldig gepubliceerd in 1983 voor het eerst wetenschappelijk door Grant.